# Theta Aquilae
Theta Aquilae is een spectroscopische dubbelster in het sterrenbeeld Arend, bestaande uit twee reuzensterren met de spectraalklasse B9,5 III. De ster is te zien vanuit de Benelux.